# Cephamycin

Cấu trúc cốt lõi của cephamycins.

Cephamycins là một nhóm kháng sinh beta-lactam. Chúng rất giống với cephalosporin, và cephamycin đôi khi được phân loại là cephalosporin.
Giống như cephalosporin, cephamycins dựa trên nhân cephem. Không giống như hầu hết các cephalosporin, cephamycins là một loại kháng sinh rất hiệu quả chống lại vi khuẩn kỵ khí.
Cephamycins ban đầu được sản xuất bởi Streptomyces, nhưng những loại tổng hợp cũng đã được sản xuất.
Cephamycins sở hữu một nhóm methoxy ở vị trí 7-alpha.
Ngoài ra, cephamycins đã được chứng minh là ổn định chống lại các sinh vật sản xuất beta-lactamase phổ mở rộng (ESBL), mặc dù việc sử dụng chúng trong thực hành lâm sàng là thiếu đối với chỉ định này.

## Ví dụ
Cephamycins bao gồm:
- Cefoxitin [2]
- Cefotetan [3]
- Cefmetazole [4]